# Паровозы типа «Yellowstone»
Паровоз типа 1-4+4-2 явился дальнейшим развитием паровоза северо-американского типа 1-4+4-1 системы Малле с машиной однократного расширения (простого действия). В результате применения двухосной поддерживающей тележки вместо одноосной была обеспечена возможность установки котла увеличенных размеров и с более развитой топочной частью.

## Предыстория
Поводом для создания паровоза типа 1-4+4-2 послужило стремление частной железной дороги «Northern Pacific» снизить себестоимость перевозок на участке Менден — Глиндайв протяжённостью 329 км, имеющем максимальный уклон пути 11‰. На этом участке профиль и расположение подъёмов были таковы, что применение двойной тяги не являлось рентабельным. Большой паровоз типа 1-4-1 с бустером, развивающий силу тяги в 285 080 кгс, мог вести состав весом до 2225 {{|тонн|американских|Американская тонна}}, поэтому грузовые поезда весом в 4000 тонн, прибывавшие в Глиндайв с запада, для дальнейшего следования по участку Менден — Глиндайв переформировывались в два поезда. То же самое происходило и в западном направлении от Мендена. Во второй половине 1920-х годов были произведены многочисленные изыскания с целью реконструкции и смягчения профиля пути на этом участке. В итоге этих изысканий было сделано заключение в том, что работы по смягчению профиля участка до величины уклона в 4–5 ‰ обойдутся чрезвычайно дорого. В этой связи был востребован паровоз, способный вести состав весом в 4000 тонн по участку Менден — Глиндайв в обоих направлениях. Существующие паровозы системы Маллет типа 1-4+4-1 не соответствовали этому требованию по размерам и мощности котла. Однако благодаря тому, что в 1925 году были созданы удачные конструкции паровозных двухосных поддерживающих тележек, фирма ALCO приняла решение использовать её в паровозе типа 1-4+4-2, способном заменить собой два паровоза типа 1-4-1 на участках с тяжёлым профилем пути. Таким образом, проектируемый паровоз типа 1-4+4-2 явился дальнейшим развитием типа 1-4+4-1. Благодаря применению двухосой поддерживающей тележки вместо одноосной была обеспечена возможность установки котла увеличенных размеров и с более развитой топочной частью. Первый прототип паровозов типа 1-4+4-2 (по американской классификации — 2-8+8-4), получивший название «Yellowstone» («Йеллоустон»), был построен в 1928 году заводом ALCO для железной дороги «Northern Pacific». Этому паровозу была присвоена дорожная серия «Z-5». В начале 1929 года паровоз был передан дороге-заказчику для нормальной эксплуатации.
Впоследствии ALCO построила ещё не менее трёх аналогичных паровозов. Самым мощным из них явился паровоз, построенный для железной дороги «Duluth, Missabe & Iron Range», обозначенный дорожной серией «М-4». Он развивая тяговое усилие до 65 тонн, водил в одиночку рудные составы массой до 13 000 тонн.

## Техническое описание первого прототипа
Котёл паровоза типа 1-4+4-2 является самым большим паровозным котлом в мире. Он работает под давлением в 17,6 кг/см² и испаряет 54400 кг воды в час. Цилиндрическая часть котла — коническая, образована из телескопически сопряжённых цилиндрических барабанов. Вес котла — 74800 кг. Конструкция котла специально приспособлена для сжигания суббитуминозного угля, добываемого из копей в Колстрипе (Монтана), принадлежащих железнодорожной компании. Этот уголь, при низкой теплотворной способности, хорошо горит. Огневая коробка топочной части котла самая большая из когда-либо применявшихся на паровозах. В огневой коробке размещены три термосифона типа Николсона, а в камере догорания — два аналогичных термосифона. Огневая коробка оборудована кирпичным сводом Гайнеса. Котёл отапливается с использованием стандартного стокера типа В, обеспечивающего подачу 18100 кг угля в час. Котёл оборудован двумя спаренными водоподогревателями системы Коффина, типа В. Регулятор пара — многоклапанный, поднятие и опускание его клапанов, впервые в практике паровозостроения, производится от пневмомеханического привода от регулятора системы ALCO. Привод регулятора работает при помощи сжатого воздуха, но предусмотрена возможность ручного управления.
Цилиндры паровозной машины цельнолитые. Самостоятельные пароподводящие трубы для каждого цилиндра выполнены таким образом, что к каждому из четырёх цилиндров обеспечивается подвод одинакового количества пара при одинаковом рабочем давлении, что в значительной степени снижает напряжения в дышлах и интенсивность износа этих дышел и осевых шеек. Пароподводящие трубы передних цилиндров снабжены гибкими сферическими стальными соединениями, паронепроницаемость которых обеспечена набивкой типа Джонс Менвиль.
Крейцкопфные параллели улучшенной конструкции. При их монтаже предусмотрена посадка, предупреждающая срез болтов.
Кронштейн переднего буферного бруса представляет собой цельное стальное литьё, образующее жёсткую раму, идущую от буферного бруса до подвижного сочленения. Тележки с их хвостовиками отлиты как одно целое. На передних движущих колёсах каждой группы колёс имеется прибор системы ALCO для бокового перемещения. Ведущие и промежуточные движущие колёсные пары каждой группы оборудованы буксовыми коробками типа Гриско. Задняя поддерживающая 2-осная тележка оборудована бустером системы Франклина, работающим с отсечкой в 50 %.
Паровоз был впервые в мире снабжён необыкновенно большим 7-осным тендером с подвижной передней 2-осной тележкой и задней неподвижной 5-осной тележкой, снабжённой балансирами системы Коммонвелт (Commonwealth). Рама тендера — несущей конструкции, являлась одновременно узлом экипажной части и днищем прямоугольного водяного бака. Угольный бункер тендера оборудован стандартным толкателем угля (пушером).

## Техническая характеристика первого паровоза типа 1-4+4-2
Железная дорога — Северная Тихоокеанская (N.P.);
Дорожная серия — Z-5;
Номер серии по дороге — 5000;
Фирма, построившая паровоз — ALCO;
Номер серии по дороге — 9016;
Год выпуска с завода — 1928;
Сила тяги — 63500 кГс;
Котёл:
Топливо — полубитуминозный уголь;
Площадь колосниковой решётки — 16,9 м²;
Длина топки — 6759 мм;
Ширина топки — 2902 мм;
Диаметр 1-го барабана котла — 2800 мм;
Дымогарные трубы: количество и диаметр — 92 — 57 мм;
Жаровые трубы: количество и диаметр — 280 — 89 мм;
Длина труб между наружными плоскостями решёток — 6706 мм;
Поверхность нагрева топки — 81,0 м²;
Поверхность нагрева жаровых и дымогарных труб — 631,8 м²;
Общая испаряющая поверхность нагрева — 712,8 м³;
Поверхность нагрева пароперегревателя — 299,0 м²;
Полная поверхность нагрева (включая пароперегреватель) — 1011,8 м²;
Рабочее давление пара — 17,6 кГс/см²;
Машина:
Передние цилиндры, диаметр и ход поршня — 660×813 мм;
Задние цилиндры, диаметр и ход поршня — 660×813 мм;
Диаметр движущих колёс — 1600 мм;
Экипажная часть:
Сила тяги — 63500 кГс;
Общий вес паровоза — 325,2 тонн;
Сцепной вес — 250,8 тонн;
Средняя осевая нагрузка на движущую колёсную пару — 26,8÷26,9 тонн;
Нагрузка на переднюю тележку — 22,0 тонн;
Нагрузка на заднюю тележку — 52,0 тонн;
Общая колёсная база паровоза — 20320 мм;
База движущих колёс — уточнить мм;
Жёсткая база колёс — 5105 мм;
Колёсная база паровоза и тендера — 34112 мм;
Мощность - 6250 л.с.
Конструкционная скорость - 72 км/ч
Тендер:
Вес тендера в гружённом состоянии — 181,9 тонн;
Ёмкость водяного бака тендера — 80,2 м³;
Запас угля в тендере — 27,0 ам. тонн;

## Однотипные паровозы последующих выпусков
В течение периода производства паровозов типа 1-4+4-2 по индивидуальным заказам частных дорог в конструкцию паровозов «Yellowstone» вносились многочисленные изменения. В частности: спицевые колёсные центры движущих колёс были заменены дисковыми, изменилась конструкция бегунковой и поддерживающей тележек. Претерпели изменения конструкция будки машиниста и тендера. В 1940-х годах паровозы типа 1-4+4-2 снабжались как 7-осными тендерами с полуцилиндрическим водяным баком, так и 6-осными тендерами с прямоугольными водяными баками.
Завершающим конструктивным развитием паровоза типа 1-4+4-2 «Yellowstone», в направлении повышения конструкционной скорости при некоторым снижением мощности явился паровоз типа 2-4+4-2 «Big Boy».